# Östbysänkningarna

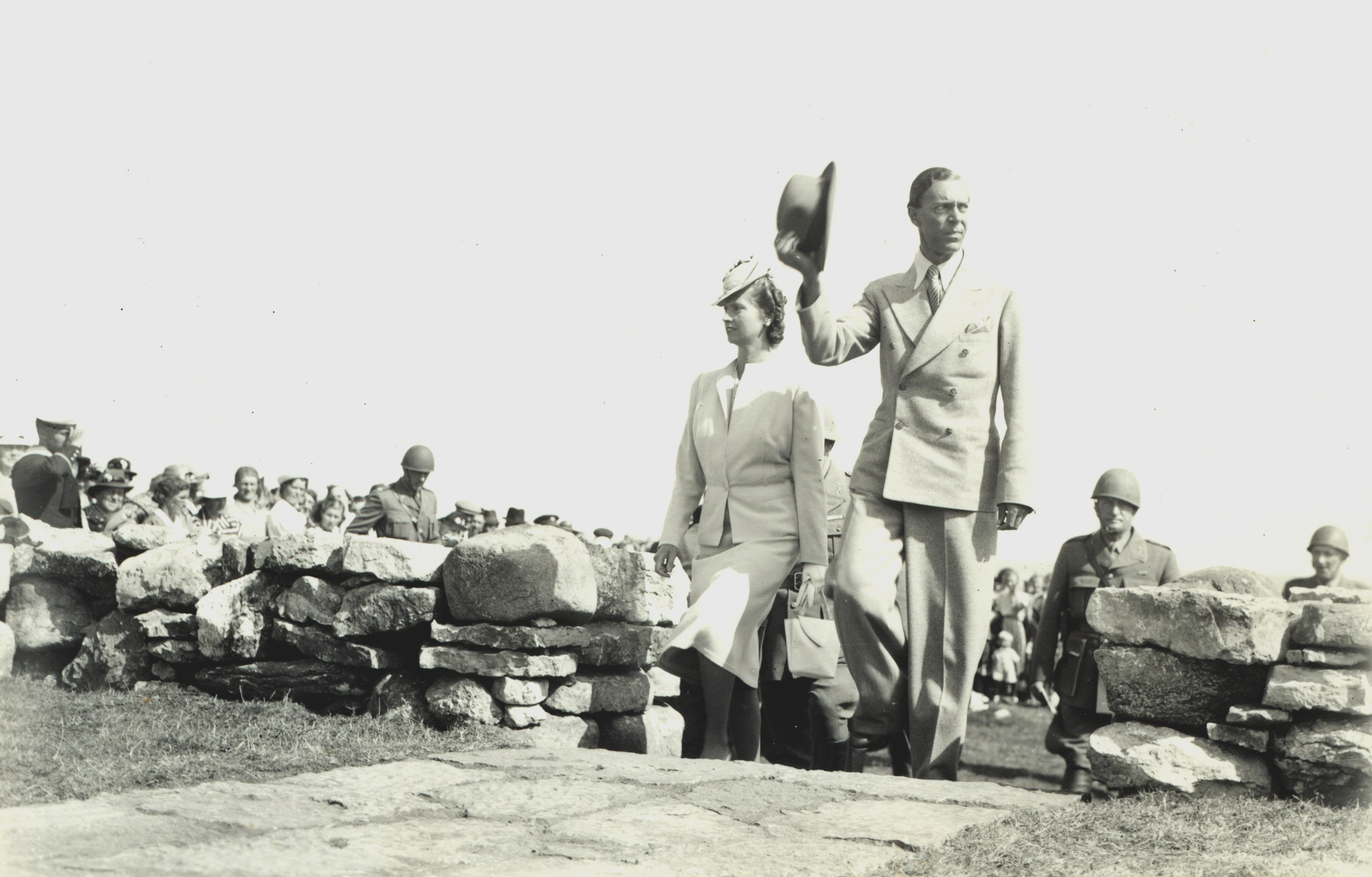
Prins Gustaf Adolf och Sibylla vid Össby. Från ceremonin när stenen över de omkomna tyska flottisterna som gick på svenska minor 9 juli 1941 restes.

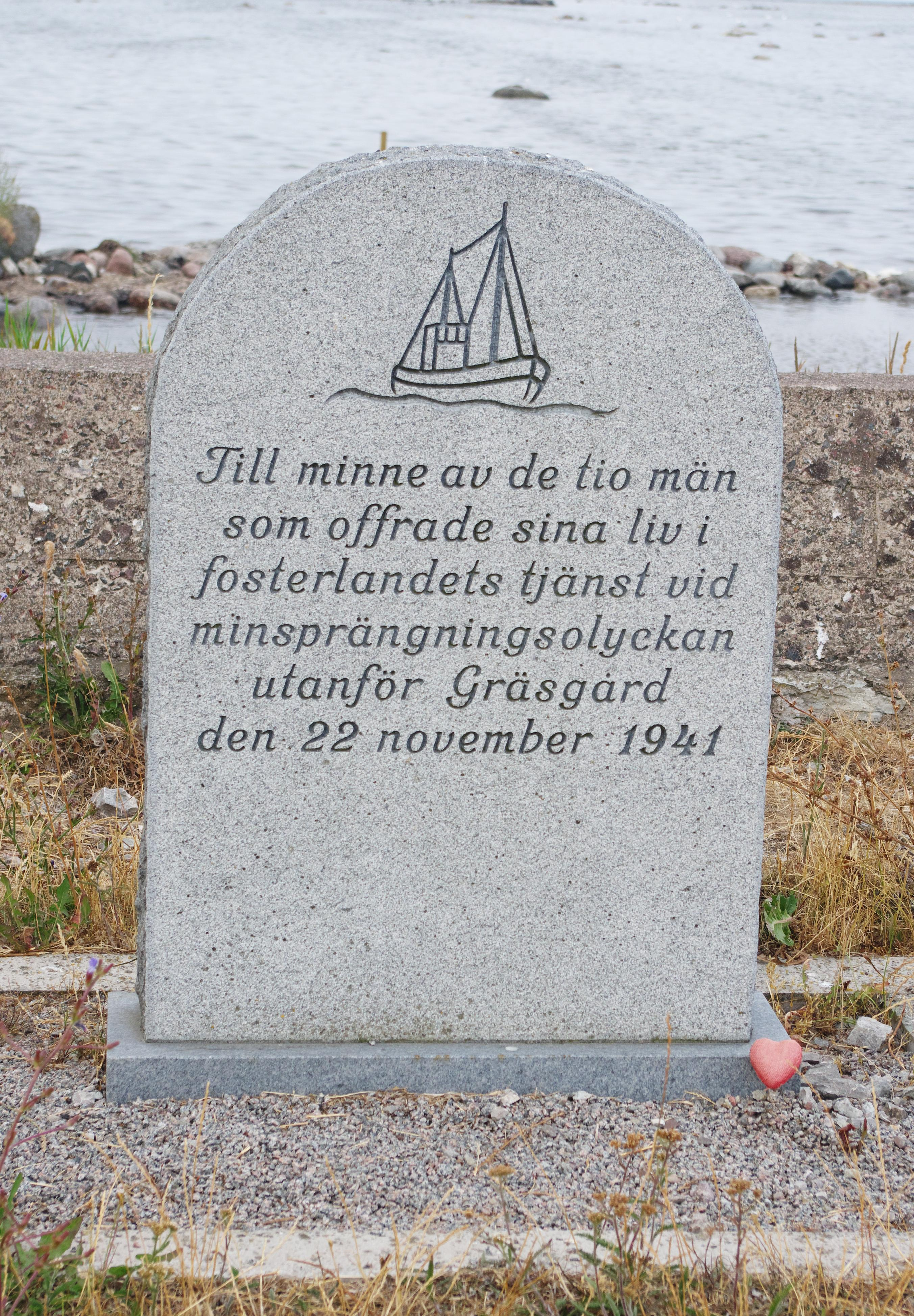
Minnessten över sänkningen av hjälpvedettbåt 282. Stenen restes på årsdagen 2011 i Gräsgårds fiskehamn.

Östbysänkningarna, även benämnda Gräsgårdsmineringen var en sänkning av tre tyska transportfartyg under andra världskriget. Svenska marinen hade lagt ut en minering på svenskt territorialvatten för att hindra de krigförande att använda detta utanför Östby på sydöstra Öland (även namnformen ”Össby” förekommer på kartor). En tysk konvoj bestående av tre transportfartyg och åtta eskorterande minsvepare (tyska:Minenräumboote) gick in i mineringen varvid alla tre transportfartygen sänktes.

## Bakgrund
Efter den tyska ockupationen av Danmark den 9 april 1940, förekom i princip inte några stridshandlingar inom Östersjöområdet. Nazityskland och Sovjetunionen stod i förbund med varandra genom Molotov-Ribbentrop-pakten. Tyska transporter på svensk vatten under Handelsflagga tilläts därför. Efter det tyska anfallet på Sovjetunionen den 22 juni 1941 fanns det motiv från tysk sida att låta underhållstransporterna till trupperna i Finland gå fram på svenskt territorialvatten för att därigenom undvika sovjetiska minor och ubåtar.
För att kunna utöva en effektiv neutralitetsvakt utlade svenska marinen den 28 juni 1941 en minering utanför Öland, vilken offentliggjordes i radio och med Underrättelser för sjöfarande.

## Mineringen
Mineringen lades ut utanför Östby av bland annat Jagaren Norrköping 28 juni 1941 och bestod av två minlinjer och var försedd med en segelränna. Mineringen bevakades av ett svenskt örlogsfartyg som hade till uppgift att eskortera handelsfartyg genom rännan.

## Händelseförlopp
Den 9 juli 1941 var minsveparen HMS Sandön avdelad för att bevaka minfältet. Fartyget hade för att spara bränsle endast en av de två ångpannorna påeldad, vilket begränsade farten. När en tysk konvoj närmade sig minfältet norrifrån med en fart av 15 knop, försökte Sandön gå emot denna och påkalla uppmärksamhet genom signalflaggor och ljudsignaler, men hade svårt att hänga med. Slutligen upprättades muntlig kontakt med det närmaste eskortfartyget. Trots detta fortsatte konvojen mot minfältet och klockan 18.10 gick transportfartygen Tannenberg, Preussen och Hansestadt Danzig i tur och ordning på minor i den första minlinjen. Med stoppade maskiner gled fartygen därefter in i den andra minlinjen och träffades igen, Tannenberg troligen två gånger. Klockan 18.30 sjönk Tannenberg och  Preussen, medan Hansestadt Danzig drev en distansminut norröver innan även hon sjönk. 
HMS Sandön gick under tiden genom seglingsrännan och sökte tillsammans med eskortfartygen som hade för litet djupgående för att gå på minorna att bärga överlevande. HMS Sandön gick därefter med 16 svårt sårade till Kalmar, medan eskortfartygen återvände till Tyskland. Uppskattningsvis omkom 150-200 tyskar vid denna händelse

## Efterspel
Efter sänkningen av de tre fartygen sveptes minfältet den 20 augusti 1941 för att man skulle kunna undersöka möjligheterna till bärgning av fartygen. I stället lades en ny minering ut i höjd med Gräsgård några distansminuter norrut.
Denna senare minering sveptes inför vintersäsongen i november. I samband därmed sprängdes hjälpvedettbåten 282 (Libanon) i luften den 22 november 1941, varvid 10 man omkom.
Den utmärkta seglingsrännan och bevakningsfartyget lämnades dock kvar till den 20 december 1941.